# Canton de Bricquebec-en-Cotentin
Le canton de Bricquebec-en-Cotentin, précédemment appelé canton de Bricquebec, est une circonscription électorale française, située dans le département de la Manche et la région Normandie.
À la suite du redécoupage cantonal de 2014, les limites territoriales du canton sont remaniées. Le nombre de communes du canton passe de 14 à 33.

## Histoire
De 1833 à 1848, les cantons de Barneville et de Bricquebec avaient le même conseiller général. Le nombre de conseillers généraux était limité à 30 par département.
À la suite du décret du 5 mars 2020, le canton prend le nom de son bureau centralisateur, Bricquebec-en-Cotentin.

## Représentation

### Conseillers d'arrondissement (de 1833 à 1940)
Le canton de Bricquebec appartenait à l'arrondissement de Valognes jusqu'à sa disparition en 1926.
| Période                                  | Période | Identité                                      | Étiquette | Qualité |
| ---------------------------------------- | ------- | --------------------------------------------- | --------- | --- |
| 1833                                     | 1839    | Jean François Viel des Longchamps (1764-1851) |           | Juge de paix à Bricquebec                                                                                   |
| 1839                                     | 1848    | Armand Cyrille Damien Bernard Le Rendu père   |           | Propriétaire, adjoint au maire de Bricquebec                                                                |
|                                          |         |                                               |           | |
| 1919                                     |         | Auguste Le Cannellier                         |           | |
|                                          |         |                                               |           | |
| ?                                        | 1940    | Paul Thiébot (1875-1942)                      | URD       | Notaire à Bricquebec puis à Cherbourg                                                                       |
| 1940                                     |         |                                               |           | Les conseils d'arrondissement ont été suspendus par la loi du 12 octobre 1940 et n'ont jamais été réactivés |
| Les données manquantes sont à compléter. |         |                                               |           | |

### Conseillers généraux de 1833 à 2015
| Période | Période          | Identité                                                   | Étiquette    | Qualité |
| ------- | ---------------- | ---------------------------------------------------------- | ------------ | --- |
| 1833    | 1839             | Auguste Moulin                                             |              | Maire de Bricquebec |
| 1839    | 1868 (démission) | Vicomte Jean Polydore Le Marois                            | Bonapartiste | Militaire, propriétaire du château de Pépinvast, maire du Vicel, député (1876-1881) |
| 1869    | 1870             | Théophile Viel-Deslongchamps (1812-1890, fils de J.F.Viel) |              | Magistrat, maire de Bricquebec |
| 1870    | 1871             | Napoléon Daru                                              | Centre       | Pair de France, député (1849-1851, 1869-1870, 1871-1876), propriétaire à Tamerville, ministre des Affaires étrangères (1870)                                                                        |
| 1871    | 1880             | Jean Polydore Le Marois                                    | Bonapartiste | Militaire, propriétaire du château de Pépinvast, maire du Vicel, député (1876-1881) |
| 1880    | 1886             | Victor Brasy                                               | Républicain  | Propriétaire, maire de Bricquebec |
| 1886    | 1892             | Octave de Traynel                                          | Droite       | Diplomate, propriétaire foncier, archéologue et romancier |
| 1892    | 1919             | René Marguerie                                             | Républicain  | Haut fonctionnaire, membre du Conseil d'État |
| 1919    | 1940             | Marcel Grillard (1893-1963)                                | RG           | Industriel laitier, conseiller municipal de Rauville-la-Bigot puis maire de Bricquebec, nommé membre de la Commission administrative départementale en 1941, nommé conseiller départemental en 1943 |
|         |                  |                                                            |              | |
| 1945    | 1949             | Joseph Thiébot (1905-1989, fils de P.Thiébot)              | MRP          | Notaire, maire de Bricquebec (1963-1977) |
| 1949    | 1963 (décès)     | Marcel Grillard                                            | Indépendant  | Maire de Bricquebec (1946-1963) |
| 1963    | 1989 (décès)     | Joseph Thiébot                                             | DVD          | Maire de Bricquebec (1963-1977), conseiller régional (1974-1977) |
| 1989    | 2001 (démission) | Henri-Louis Védie                                          | RPR          | Professeur émérite du groupe HEC, économiste, maire de Bricquebec (de 1998 à 2014), conseiller régional jusqu'en 2004                                                                               |
| 2001    | 2015             | Patrice Pillet                                             | UMP          | Docteur vétérinaire, conseiller municipal de Saint-Martin-le-Hébert puis maire de Bricquebec depuis mars 2014                                                                                       |

Le canton participe à l'élection du député de la quatrième circonscription de la Manche jusqu'aux élections législatives de 2012, puis de celui de la troisième après le redécoupage des circonscriptions.

### Représentation à partir de 2015
| Période élective | Période élective | Mandat | Mandat   | Identité                                                               | Nuance | Nuance | Qualité |
| ---------------- | ---------------- | ------ | -------- | ---------------------------------------------------------------------- | ------ | ------ | --- |
| 2015             | 2021             | 2015   | 2021     | Françoise Lerossignol                                                  |        | DVD    | Agricultrice, adjointe au maire de Saint-Jacques-de-Néhou                                                                 |
| 2015             | 2021             | 2015   | 2020     | Patrice Pillet (Démission)                                             |        | LR     | Docteur vétérinaire, maire de Bricquebec (2014 → 2020) Vice-président du conseil départemental                            |
| 2015             | 2021             | 2020   | 2021     | Christophe Davenet                                                     |        | DVD    | Exploitant agricole, éleveur équin à Bricquebec-en-Cotentin                                                               |
| 2021             | 2023             | 2021   | 2023     | Françoise Lerossignol (Élection invalidée par le Conseil d’État)       |        | DVD    | Conseillère sortante |
| 2021             | 2023             | 2021   | 2023     | Damien Férey (Élection invalidée par le Conseil d’État)                |        | DVD    | Producteur de cidre, conseiller municipal de Rauville-la-Bigot Vice-président du conseil départemental                    |
| 2023             | 2028             | 2023   | en cours | Véronique Martin-Morvan (Ancienne suppléante de Françoise Lerossignol) |        | LR     | Ostéopathe Conseillère municipale de Bricquebec-en-Cotentin (2020 → ) Conseillère déléguée de la CA du Cotentin (2020 → ) |
| 2023             | 2028             | 2023   | en cours | Éric Briens (Ancien suppléant de Damien Férey)                         |        | DVD    | Cadre, maire de Saint-Sauveur-le-Vicomte (2018 → ) Vice-président de la CA du Cotentin (2020 → )                          |

### Résultats détaillés

#### Élections de mars 2015
À l'issue du 1er tour des élections départementales de 2015, deux binômes sont en ballottage : Françoise Lerossignol et Patrice Pillet (UMP, 50,1 %) et Florence Gosselin et Emmanuel Regnouf (FN, 29,62 %). Le taux de participation est de 47,73 % (6 571 votants sur 13 767 inscrits) contre 50,67 % au niveau départemental et 50,17 % au niveau national.
Au second tour, Françoise Lerossignol et Patrice Pillet (UMP) sont élus avec 69,62 % des suffrages exprimés et un taux de participation de 46,85 % (4 063 voix pour 6 449 votants et 13 766 inscrits).

#### Élections de juin 2021
Le premier tour des élections départementales de 2021 est marqué par un très faible taux de participation (33,26 % au niveau national). Dans le canton de Bricquebec-en-Cotentin, ce taux de participation est de 27,98 % (3 873 votants sur 13 842 inscrits) contre 32,67 % au niveau départemental. À l'issue de ce premier tour, deux binômes sont en ballottage : Damien Ferey et Françoise Lerossignol (DVD, 74,64 %) et Géraldine Chappe et Emmanuel Regnouf (RN, 25,36 %).
Le second tour des élections est marqué une nouvelle fois par une abstention massive équivalente au premier tour. Les taux de participation sont de 34,36 % au niveau national, 32,63 % dans le département et 27,71 % dans le canton de Bricquebec-en-Cotentin. Damien Ferey et Françoise Lerossignol (DVD) sont élus avec 77,15 % des suffrages exprimés (2 748 voix pour 3 836 votants et 13 843 inscrits),,.

#### Élection partielle de mai 2023
Le conseil d'état a annulé l'élection des 2 conseillers départementaux car ceux-ci n'avaient pas déposé leur compte de campagne dans les délais. Les sortants, Françoise Lerossignol et Damien Férey (DVD) sont par ailleurs inéligibles pour un an.
Une élection partielle est organisée les 14 et 21 mai pour les remplacer.
Quatre binômes se présentent. Éric Briens et Véronique Martin-Morvan sont soutenus par la majorité départementale.
| Candidats                | Partis                   | Partis                   | Nuance                   | Premier tour | Premier tour | Second tour, | Second tour, |
| Candidats                | Partis                   | Partis                   | Nuance                   | Voix         | %            | Voix         | %            |
| ------------------------ | ------------------------ | ------------------------ | ------------------------ | ------------ | ------------ | ------------ | ------------ |
| Éric Briens              |                          | DVD                      | LR                       | 914          | 33,94 %      | 1 251        | 56,02 %      |
| Véronique Martin-Morvan  |                          | LR                       | LR                       | 914          | 33,94 %      | 1 251        | 56,02 %      |
| Sylvie Dussaux           |                          | LR                       | LR                       | 639          | 23,73 %      | 982          | 43,98 %      |
| Hubert Langlois          |                          | DVD                      | LR                       | 639          | 23,73 %      | 982          | 43,98 %      |
| Sonia Lepoittevin        |                          | DVG                      | DVG                      | 616          | 22,87 %      |              |              |
| Jean-Pierre Tollemer     |                          | DVG                      | DVG                      | 616          | 22,87 %      |              |              |
| Florence Gosselin        |                          | RN                       | RN                       | 524          | 19,46 %      |              |              |
| Emmanuel Regnouf         |                          | RN                       | RN                       | 524          | 19,46 %      |              |              |
|                          |                          |                          |                          |              |              |              |              |
| Suffrages exprimés       | Suffrages exprimés       | Suffrages exprimés       | Suffrages exprimés       | 2 693        | 98,25 %      | 2 233        |              |
| Votes blancs             |                          |                          |                          |              |              |              |              |
| Votes nuls               |                          |                          |                          |              |              |              |              |
| Total                    | Total                    | Total                    | Total                    | 2 741        | 100          |              | 100 %        |
| Abstention               | Abstention               | Abstention               | Abstention               | 11 296       | 80,47        |              |              |
| Inscrits / participation | Inscrits / participation | Inscrits / participation | Inscrits / participation | 14 037       | 19,53 %      |              | 17,21%       |

## Composition

### Composition avant 2015

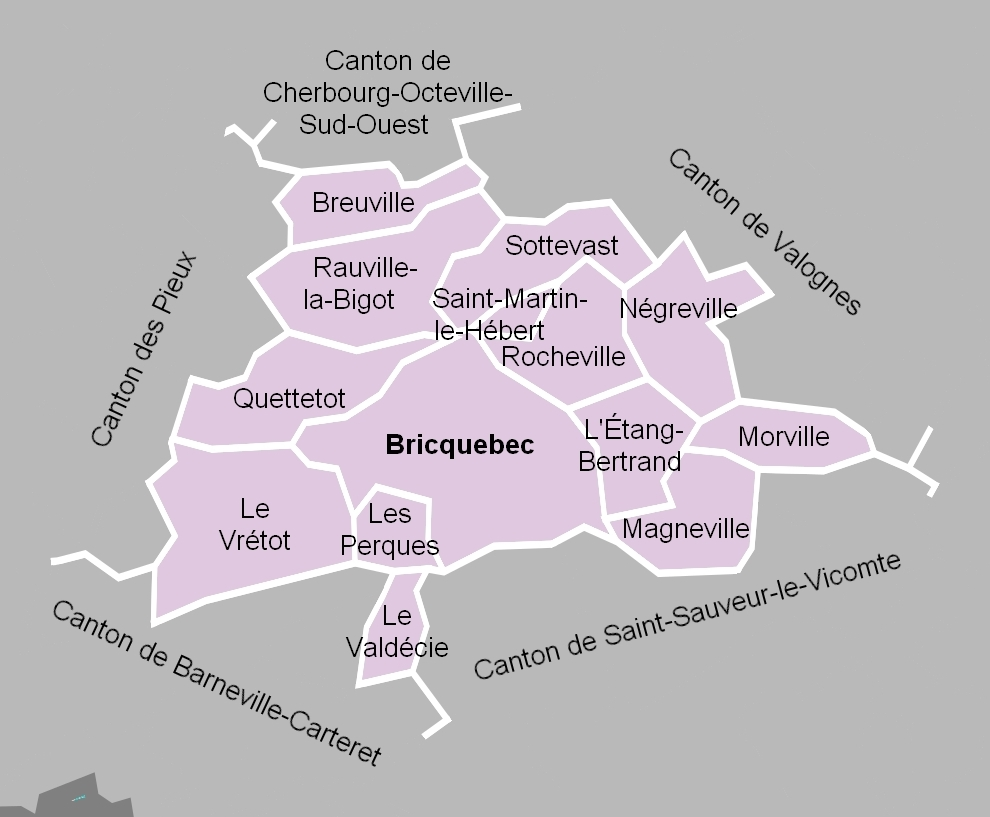
La carte des communes de l'ancien canton. Les cantons limitrophes étaient ceux des Pieux, de Cherbourg-Octeville-Sud-Ouest, de Valognes, de Saint-Sauveur-le-Vicomte et de Barneville-Carteret.

Situation de l'ancien territoire du canton dans l'arrondissement de Cherbourg.

Le canton de Bricquebec regroupait quatorze communes.
| Nom                    | Code Insee | Codepostal | Superficie (km2) | Population (dernière pop. légale) | Densité (hab./km2) |
| ---------------------- | ---------- | ---------- | ---------------- | --------------------------------- | ------------------ |
| Bricquebec (chef-lieu) | 50082      | 50260      | 32,66            | 4 256 (2010)                      | 130                |
| Breuville              | 50079      | 50260      | 8,41             | 380 (2012)                        | 45                 |
| L'Étang-Bertrand       | 50176      | 50260      | 8,74             | 361 (2012)                        | 41                 |
| Magneville             | 50285      | 50260      | 9,49             | 308 (2012)                        | 32                 |
| Morville               | 50360      | 50700      | 7,08             | 253 (2012)                        | 36                 |
| Négreville             | 50369      | 50260      | 11,48            | 838 (2012)                        | 73                 |
| Les Perques            | 50396      | 50260      | 4,85             | 161 (2010)                        | 33                 |
| Quettetot              | 50418      | 50260      | 12,43            | 728 (2010)                        | 59                 |
| Rauville-la-Bigot      | 50425      | 50260      | 17,16            | 1 197 (2012)                      | 70                 |
| Rocheville             | 50435      | 50260      | 10,07            | 636 (2012)                        | 63                 |
| Saint-Martin-le-Hébert | 50520      | 50260      | 2,13             | 136 (2010)                        | 64                 |
| Sottevast              | 50579      | 50260      | 10,82            | 1 339 (2012)                      | 124                |
| Le Valdécie            | 50614      | 50260      | 4,00             | 118 (2010)                        | 30                 |
| Le Vrétot              | 50646      | 50260      | 20,56            | 585 (2010)                        | 28                 |

À la suite du redécoupage des cantons pour 2015, toutes les communes sont à nouveau rattachées au canton de Bricquebec auquel s'ajoutent les dix-neuf communes du canton de Saint-Sauveur-le-Vicomte.

#### Changements territoriaux
Contrairement à beaucoup d'autres cantons, le canton de Bricquebec n'incluait, dans son territoire antérieur à 2015, aucune commune supprimée depuis la création des communes sous la Révolution. Les seuls changements territoriaux sont la création en 1895 des communes de L'Étang-Bertrand et Rocheville par prélèvement sur le territoire de Bricquebec, et le prélèvement d'une partie du territoire de Nègreville pour participer à la création de la commune de Saint-Joseph (canton de Valognes) en 1929.

### Composition après 2015
Lors du redécoupage de 2014, le canton de Bricquebec comprenait trente-trois communes entières.
À la suite de la création de la commune nouvelle de Bricquebec-en-Cotentin au 1er janvier 2016, à l'intégration de la commune des Moitiers-en-Bauptois dans la commune nouvelle de Picauville au 1er janvier 2017 et au décret du 5 mars 2020 rattachant entièrement cette dernière au canton de Carentan-les-Marais, le canton comprend désormais vingt-sept communes entières.
| Nom                                            | Code Insee | Intercommunalité          | Superficie (km2) | Population (dernière pop. légale) | Densité (hab./km2) | Modifier                                    |
| ---------------------------------------------- | ---------- | ------------------------- | ---------------- | --------------------------------- | ------------------ | ------------------------------------------- |
| Bricquebec-en-Cotentin (bureau centralisateur) | 50082      | CA du Cotentin            | 76,63            | 5 888 (2022)                      | 77                 | modifier les données · modifier les données |
| Besneville                                     | 50049      | CA du Cotentin            | 18,27            | 662 (2022)                        | 36                 | modifier les données · modifier les données |
| Biniville                                      | 50055      | CA du Cotentin            | 2,98             | 116 (2022)                        | 39                 | modifier les données · modifier les données |
| La Bonneville                                  | 50064      | CA du Cotentin            | 6,31             | 176 (2022)                        | 28                 | modifier les données · modifier les données |
| Breuville                                      | 50079      | CA du Cotentin            | 8,41             | 405 (2022)                        | 48                 | modifier les données · modifier les données |
| Catteville                                     | 50105      | CA du Cotentin            | 4,57             | 103 (2022)                        | 23                 | modifier les données · modifier les données |
| Colomby                                        | 50138      | CA du Cotentin            | 11,16            | 566 (2022)                        | 51                 | modifier les données · modifier les données |
| Crosville-sur-Douve                            | 50156      | CA du Cotentin            | 4,06             | 62 (2022)                         | 15                 | modifier les données · modifier les données |
| L'Étang-Bertrand                               | 50176      | CA du Cotentin            | 8,74             | 344 (2022)                        | 39                 | modifier les données · modifier les données |
| Étienville                                     | 50177      | CC de la Baie du Cotentin | 7,36             | 376 (2022)                        | 51                 | modifier les données · modifier les données |
| Golleville                                     | 50207      | CA du Cotentin            | 6,46             | 165 (2022)                        | 26                 | modifier les données · modifier les données |
| Hautteville-Bocage                             | 50233      | CA du Cotentin            | 4,22             | 154 (2022)                        | 36                 | modifier les données · modifier les données |
| Magneville                                     | 50285      | CA du Cotentin            | 9,49             | 311 (2022)                        | 33                 | modifier les données · modifier les données |
| Morville                                       | 50360      | CA du Cotentin            | 7,08             | 278 (2022)                        | 39                 | modifier les données · modifier les données |
| Négreville                                     | 50369      | CA du Cotentin            | 11,48            | 844 (2022)                        | 74                 | modifier les données · modifier les données |
| Néhou                                          | 50370      | CA du Cotentin            | 15,98            | 608 (2022)                        | 38                 | modifier les données · modifier les données |
| Neuville-en-Beaumont                           | 50374      | CA du Cotentin            | 1,69             | 25 (2022)                         | 15                 | modifier les données · modifier les données |
| Orglandes                                      | 50387      | CA du Cotentin            | 9,26             | 349 (2022)                        | 38                 | modifier les données · modifier les données |
| Rauville-la-Bigot                              | 50425      | CA du Cotentin            | 17,16            | 1 091 (2022)                      | 64                 | modifier les données · modifier les données |
| Rauville-la-Place                              | 50426      | CA du Cotentin            | 11,88            | 388 (2022)                        | 33                 | modifier les données · modifier les données |
| Reigneville-Bocage                             | 50430      | CA du Cotentin            | 2,27             | 38 (2022)                         | 17                 | modifier les données · modifier les données |
| Rocheville                                     | 50435      | CA du Cotentin            | 10,07            | 608 (2022)                        | 60                 | modifier les données · modifier les données |
| Saint-Jacques-de-Néhou                         | 50486      | CA du Cotentin            | 21,49            | 629 (2022)                        | 29                 | modifier les données · modifier les données |
| Saint-Sauveur-le-Vicomte                       | 50551      | CA du Cotentin            | 34,27            | 2 088 (2022)                      | 61                 | modifier les données · modifier les données |
| Sainte-Colombe                                 | 50457      | CA du Cotentin            | 4,99             | 181 (2022)                        | 36                 | modifier les données · modifier les données |
| Sottevast                                      | 50579      | CA du Cotentin            | 10,82            | 1 455 (2022)                      | 134                | modifier les données · modifier les données |
| Taillepied                                     | 50587      | CA du Cotentin            | 2,15             | 17 (2022)                         | 7,9                | modifier les données · modifier les données |
| Canton de Bricquebec-en-Cotentin               | 5004       |                           | 329,25           | 17 927 (2022)                     | 54                 | modifier les données                        |

## Démographie

### Démographie avant 2015
| 1962  | 1968  | 1975  | 1982  | 1990   | 1999   | 2006   | 2011   | 2012   |
| ----- | ----- | ----- | ----- | ------ | ------ | ------ | ------ | ------ |
| 8 287 | 8 102 | 7 821 | 8 753 | 10 130 | 10 433 | 10 862 | 11 320 | 11 323 |

### Démographie depuis 2015
En 2022, le canton comptait 17 927 habitants, en évolution de −2,39 % par rapport à 2016 (Manche : −0,31 %, France hors Mayotte : +2,11 %).
| 2013   | 2018   | 2022   |
| ------ | ------ | ------ |
| 18 449 | 18 225 | 17 927 |